# Boholzee
De Boholzee, ook wel Mindanaozee is een zee tussen de eilandengroepen Visayas en Mindanao in de Filipijnen. De zee ligt ten zuiden van Bohol en Leyte en ten noorden van Mindanao. De twee grootste eilanden in de zee zijn Siquijor en Camiguin.
De Boholzee verbindt de Filipijnenzee via de Surigaostraat met de Camoteszee via het Canigao-kanaal en de Cebu-straat en met de Suluzee via de straat tussen Negros en het Zamboangao-schiereiland.
De grootste steden aan de zee zijn Cagayan de Oro, Iligan, Butuan, Dumaguete, Ozamis City en Tagbilaran.